# Grand Bassam Zion Rock
Albums de Alpha Blondy
Dieu Yitzhak Rabin
Grand Bassam Zion Rock est le dixième album d'Alpha Blondy, sorti en 1996. Alpha Blondy a été très déçu par la sortie de cet album qu'il considère comme inabouti et mal produit. C'est la maison de disque qui a décidé de le sortir précipitamment sans attendre les derniers arrangements et mixages que souhaitait ajouter le chanteur. De même la pochette illustrant l'album a été choisie sans son consentement.